# Elaphropeza maoershanensis
Elaphropeza maoershanensis är en tvåvingeart som beskrevs av Yang och Patrick Grootaert 2006. Elaphropeza maoershanensis ingår i släktet Elaphropeza och familjen puckeldansflugor. Inga underarter finns listade i Catalogue of Life.